# 마를레인 펠드하위스
마흐달레나 요한나 마리아 "마를레인" 펠드하위스(네덜란드어: Magdalena Johanna Maria "Marleen" Veldhuis, 1979년 6월 29일 ~ )은 네덜란드의 수영 선수이다. 현재 그녀는 수영 네 종목에서 세계 기록을 보유하고 있다. 세계 수영 선수권 대회에서 6개, 유럽 선수권 대회에서 20개의 금메달을 땄다.

## 어린 시절
오버레이설주 보르네에서 태어나 동부 네덜란드에서 자라왔다.

## 수영 경력
마를레인 펠드하위스는 수영과 합친 전 수구 선수이다. 자신이 완료적으로 수영에 집중하기로 결정한 후, 펠드하위스는 23세의 나이로 베를린에서 열린 2002년 유럽 수상 선수권 대회에 첫 국제 데뷔하였다. 거기서 마논 판로이언, 한탈 흐로트, 빌마 판 호프베헨과 함께 팀을 이루어 400m 자유형 계주 동메달을 획득하였다. 그해 말에 그녀는 리에사에서 열린 쇼트 코스의 유럽 선수권 대회에서 100m 자유형 계주와 100m 혼계영 동메달을 땄다.

### 돌파
2003년 4월 암스테르담 최고 여성 클럽에 가입하여 페도르 헤스의 지도 아래 전임적인 프로 선수로 훈련하였다. 그해에 열린 세계 수상 선수권 대회에서 그녀가 50m 자유형 7위와 100m 자유형 8위를 하면서 위대한 결정으로 나온 것이다. 바르셀로나에서 그녀는 모든 자유형 결승전들에 도달하였지만 아무 메달도 따지 않았다. 12월에는 쇼트 코스 유럽 선수권 대회에 참가하여 자신의 첫 50m 자유형과 100m 자유형 계주 국제 타이틀을 우승하였다.
더블린에서는 100m 자유형 은메달과 100m 혼계영 동메달을 땄으며, 2004년이 마드리드에서 열린 롱 코스의 유럽 선수권 대회와 함께 그녀의 시즌이 시작되었다. 거기서 한탈 흐로트, 아나벨 코스텐, 잉어 데커르와 팀을 이루어 400m 자유형 계주에서 은메달을 따고, 개인적으로 100m 자유형에서도 2위를 하였다. 주의 말에 흐로트, 스테파니 라위켄, 마델론 반스와 함께 400m 혼계영 동메달을 땄다.

### 2004년 올림픽
2004년 아테네 올림픽에서 25세의 나이로 자신의 첫 올림픽 데뷔를 한 펠드하위스는 400m 자유형 계주에서 잉어 더브라윈, 잉어 데커르, 한탈 흐로트와 함께 동메달을 획득하였다. 올림픽에서 자신의 개인적 결과는 50m 자유형 9위와 100m 자유형 11위와 함께 실망적이었다.
그녀는 400m 혼계영에서 접영으로 헤엄친 데 브루인으로부터 교체한 최종 주자로서 6위를 하였다.

### 아테네 이후의 시즌
2004년 10월 인디애나폴리스에서 열린 쇼트 코스의 세계 선수권 대회에서 오스트레일리아의 리비 렌턴과 스웨덴의 테레세 알스함마르를 꺾어 50m 자유형 금메달을 따면서 자신의 개인적 올림픽 운동 실패에 복수하였다. 100m 자유형에서는 렌턴과 스웨덴의 요세핀 릴하게에 밀려 3위를 하였다.
12월에 그녀는 쇼트 코스 유럽 선수권 대회에서 성공적으로 50m 자유형 타이틀을 유지하였다. 빈에서 그녀는 100m 자유형 계주와 100m 혼계영을 우승하고 개인적 100m 자유형에서는 프랑스의 말리아 마텔라에게 밀려 2위를 하였다.
2005년 몬트리올에서 열린 롱 코스 세계 수상 선수권 대회에서 50m 자유형 은메달 획득으로 자신의 최고 롱 코스 결과에 성취를 이루었다. 그해에 열린 쇼트 코스 유럽 선수권 대회는 펠드하위스에게 가장 성공적이었다. 트리에스테에서 자신이 2년 전의 타이틀을 보두 유지하였으나, 100m 자유형에서 개인적 금메달을 획득하였다.

### 2006년
2006년 4월에 한탈 흐로트, 힌켈리엔 슈루데르와 잉어 데커르와 함께 펠드하위스는 상하이에서 열린 쇼트 코스 세계 선수권에서 400m 릴레이의 세계 기록을 세워 금메달을 땄다. 50m 자유형에서는 3위를 하면서 타이틀 유지에 실패하였다. 100m 자유형에서는 자신의 장기적 라이벌 선수 리비 렌턴에 밀려 2위를 하였다.
여름에 부다페스트에서 열린 유럽 선수권 대회에 출전하여 세계 기록을 깬 독일의 브리타 슈테펜에 밀려 100m 자유형 2위를 하고 50m에서는 3위를 하였다. 400m 릴레이에서 흐로트, 데커르와 새로운 선수 라노미 크로모비조요와 함께 은메달을 땄다. 이 선수권 대회들 이후에 그녀는 코치 페도르 헤스와 헤어지고, 올림픽 3관왕 피터르 판덴호헨반트와 함께 일하기도 한 야코 베르헤렌과 함께 일하기 시작하였다.
헬싱키에서 열린 쇼트 코스 유럽 선수권 대회에서 그녀는 성공적으로 50m와 100m 자유형 타이틀을 유지하였으나, 100m 자유형 계주에서는 2위를 하고 혼계영에서는 시작하지 않았다.
이 선수권 대회 조금 전에 그녀는 안네마리 베르스타펜의 장기적 200m 자유형 국내 기록을 능가하였다.

### 2007년
2007년 봄에 펠드하위스는 멜버른에서 열린 세계 수상 선수권에 참가하였다. 거기서 다시 렌턴에게 밀려 은메달을 따고, 50m 자유형에서는 우승 후보로 보임에 불구하고 3위로 왔다. 데커르, 크로모비조요와 재능을 지닌 어린 선수 펨커 헤임스커르크와 함께 400m 자유형 계주 동메달을 획득하였다.
11월에 베를린에서 열린 수영 월드컵 시리즈의 한 게임에서 스웨덴의 테레세 알스함마르의 50m 자유형 세계 기록을 깼다. 알스함마르의 세계 기록은 2000년 3월 이래 23.59초로 서있었다. 새로 선 기록은 23.58초이다. 1달 후, 펠드하위스는 네덜란드 오픈 수영 컵에서 50m와 100m 자유형에서의 개인 전력들로 2008년 베이징 올림픽에 출전할 수 있었다. 데브레센에서 그녀는 50m 자유형을 5회 우승하였으나, 100m에서는 안 좋은 돌기 동작으로 인하여 브리타 슈테펜에게 밀려 2위를 하였다. 100m 자유형 계주에서 금메달을 획득하기도 하였다. 토너먼트가 끝난 며칠 후에 그녀는 "올해의 네덜란드 스포츠 여성"으로 선정되었다.

### 2008년 봄
2008년 3월 에인트호번에서 열린 유럽 수상 선수권 대회에서 펠드하위스는 100m와 50m 자유형을 우승하였다. 후반의 종목에서 잉어 더브라윈의 8년 세계 기록을 깼다. 데커르, 크로모비조요, 헤임스커르크와 함께 400m 자유형 계주를 우승하면서 그 세계 기록을 깨기도 하였다.
4월 맨체스터에서 열린 쇼트 코스 세계 선수권 대회에서 펠드하위스는 4개의 금메달을 획득하였다. 개인적으로 50m 자유형에서 자신의 세계 기록을 23.25초로 낮추었고, 100m에서 우승 후보 프란체스카 헐솔을 꺾었다. 800m 자유형 계주에서 데커르, 헤임스커르크, 크로모비조요와 함께 세계 기록을 능가하며 우승하였다. 힌켈리엔 슈루데르가 크로모비조요를 대신하면서 네덜란드 팀은 400m 자유형 계주에서도 그들의 세계 기록을 낮추었다.

### 2008년 올림픽
2008년 베이징 올림픽에서 그녀는 데커르, 크로모비조요, 헤임스커르크와 함께 400m 자유형 계주에서 금메달을 획득하였으며, 자신들의 세계 기록 0.14초 밖으로 헤엄을 쳤다.
개인적으로 펠드하위스는 100m 자유형 6위와 50m 자유형 5위로 그녀가 기대한 목적을 이루지 못하였다.

### 2008년 가을
그해에 에인트호번에서 열린 수영 컵에서 자신의 새 시즌을 시작하였다. 2009년 세계 수상 선수건 대회에서 50m와 100m 자유형 접영을 위해 자격을 얻었으며, 자유형은 이미 그녀가 올림픽에서 출전할 수 있었다. 다음 주에는 크로아티아 리예카에서 열린 쇼트 코스 유럽 선수권 대회에서 4개의 금메달을 획득하였다 - 50m, 100m 자유형과 100m 자유형 계주와 혼계영. 100m 자유형에서는 예선들에서 자신의 유럽 기록을 낮추었으며, 100m 접영에서 4위를 하기도 하였다.

### 2009년
암스테르담 수영 컵이 열릴 동안에 펠드하위스는 같은 날에 50m 접영과 50m 자유형 양종목의 세계 기록을 깼다. 2009년 로마에서 열린 세계 선수권 대회에서 데커르, 크로모비조요, 헤임스커르크와 함께 400m 자유형 계주 우승을 거두었다.

### 2011년
2011년 펠드하위스는 세계 수상 선수권 대회에서 또 다시 데커르, 크로모비조요, 헤임스커르크와 팀을 이루어 400m 자유형 계주를 3분 33.96초와 함께 우승하였다.

### 2012년 올림픽
2012년 런던 올림픽에서 펠드하위스는 50m 자유형 동메달(24.39초의 기록으로 그녀의 첫 올림픽 개인 종목 메달)과 400m 자유형 계주 은메달을 획득하였다.